# Asiatyla sajanica
Asiatyla sajanica är en mångfotingart som först beskrevs av Gulicka 1972.  Asiatyla sajanica ingår i släktet Asiatyla och familjen Diplomaragnidae. Inga underarter finns listade i Catalogue of Life.